# Berta Waterstradt
Berta Waterstradt, geborene Wiener (* 9. August 1907 in Kattowitz; † 8. Mai 1990 in Ost-Berlin) war eine deutsche Hörspiel- und Drehbuchautorin. Auch als Erzählerin und Dramatikerin trat sie in Erscheinung.

## Leben

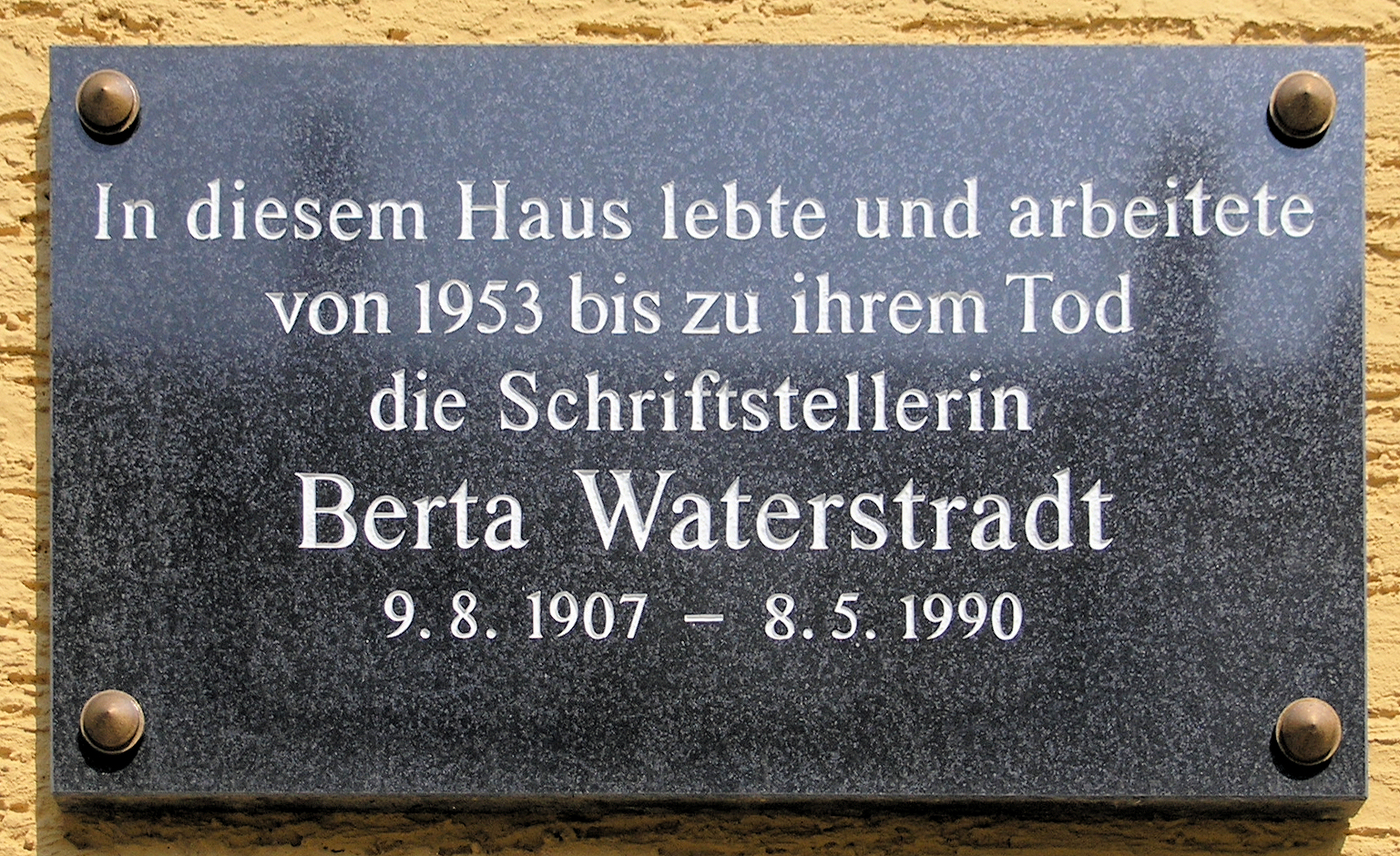
Gedenktafel an ihrem Wohnhaus Altheider Straße 21 in Adlershof, die zu ihrem 100. Geburtstag enthüllt wurde

Sie war Tochter eines jüdischen Kaufmanns und erlernte zunächst den Beruf einer Stenotypistin. Seit 1925 lebte sie in Berlin. 1930 wurde sie Mitglied im Bund proletarisch-revolutionärer Schriftsteller (BPRS). Im darauffolgenden Jahr trat sie der KPD bei und schrieb Gedichte, Satiren und Kurzgeschichten für die Parteipresse (Die Rote Fahne, Die Linkskurve). 1933 wurde sie zeitweise inhaftiert und emigrierte dann nach Großbritannien, kehrte jedoch schon 1934 wieder nach Deutschland zurück, um dort in der Illegalität Widerstandsarbeit zu leisten. 1936 wurde sie erneut verhaftet und zu zweieinhalb Jahren Zuchthaus verurteilt. Nach der Haft lebte sie weiter in Berlin und musste in den Siemens-Werken Zwangsarbeit leisten; ihre Ehe mit dem nichtjüdischen Schlosser Rudi Waterstradt schützte sie vor der Deportation. Ihre Mutter und ihre Schwester waren bereits 1934 nach Palästina geflüchtet.

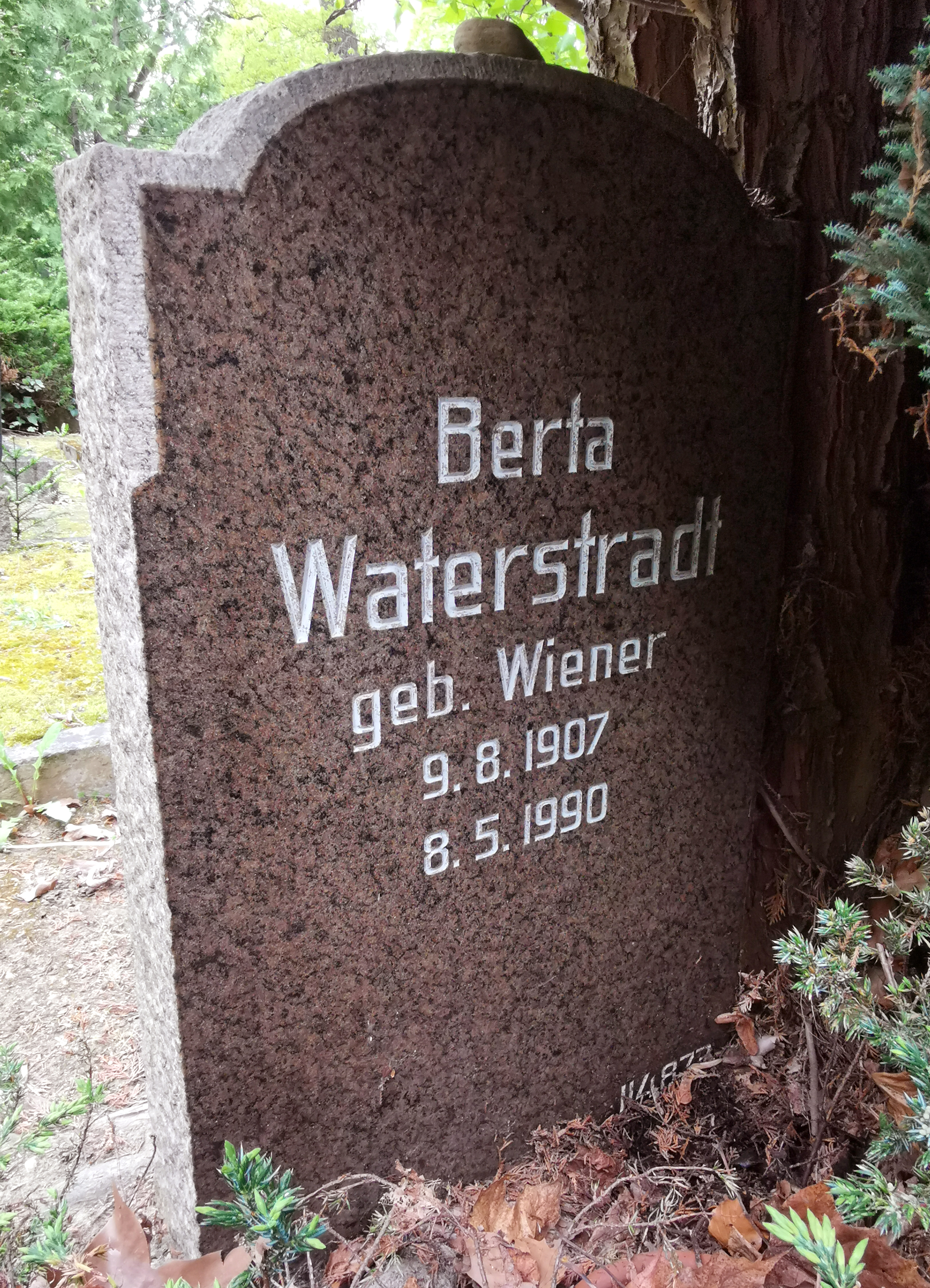
Grab auf dem Jüdischen Friedhof Berlin-Weißensee

Ab 1945 war sie für den kulturellen Wiederaufbau im Osten Deutschlands aktiv, etwa durch entsprechendes Engagement in Berliner Großbetrieben oder vom 21. Juni 1945 an auf Anraten Johannes R. Bechers als Dramaturgin beim Berliner Rundfunk. Ab 1954 war sie als freie Schriftstellerin tätig und schrieb überwiegend Hörspiele, in denen auf humorvolle Weise Alltagsprobleme im Nachkriegsdeutschland thematisiert wurden. Ihr erstes Hörspiel Während der Stromsperre diente als Vorlage zum DEFA-Film Die Buntkarierten, für den sie am 25. August 1949 in Weimar den Deutschen Nationalpreis im Goethejahr 1949 II. Klasse erhielt. Außerdem schrieb sie 1958 das Theaterstück Ehesache Lorenz, das im selben Jahr von Joachim Kunert verfilmt wurde, sowie die Drehbücher für die Fernsehfilme Kubinke (1962) und Mathilde (1964) nach den literarischen Vorlagen von Georg Hermann bzw. Theodor Fontane. Ab 1956 war sie für die Monatszeitschrift Das Magazin tätig, wo sie unter anderem gemeinsam mit der Zeichnerin Elizabeth Shaw gereimte Reisereportagen veröffentlichte.
Waterstradt starb im Alter von 82 Jahren und wurde auf dem Jüdischen Friedhof Weißensee begraben (Feld Z 1).
In Berlin-Adlershof wurde am 1. Juni 1995 eine Seitenstraße der Nipkowstraße, die ehemalige Straße Nr. 50, in Berta-Waterstradt-Straße umbenannt.

## Werke
- Berta Wiener: Das Auge des Gesetzes. In: Die Linkskurve. 3. Jg. Nr. 10. Oktober 1931, S. 32.
- Berta Wiener: So zur Zeit der Weihnachtsmesse …. In: Die Linkskurve. 3. Jg. Nr. 10. Oktober 1931, S. 36.
- Berta Wiener: Das Lied von der Inkonsequenz. In: Die Linkskurve. 4. Jg. Nr. 2. Februar 1932, S. 38.
- Berta Waterstradt: Während der Stromsperre. In: Hörspiele 5, Henschelverlag Berlin 1965, Seite 21 bis 54
- Berta Waterstradt: Ich war Rundfunkpionier. Engagiert beim „Künstlerischen Wort“, Unterabteilung „Literatur“. In: Erinnerungen sozialistischer Rundfunkpioniere. Staatliches Komitee für Rundfunk beim Ministerrat der DDR. Berlin 1975, S. 71–74. Inhaltsverzeichnis
- Berta Waterstradt: Die Geburt der ‘Buntkarierten‘. In: Prisma - Kino- und Fernsehalmanach 10, Henschel-Verlag Berlin 1979, Seite 22 bis 26
- Berta Waterstradt: Blick zurück und wundere dich. Aus meinen zerstreuten Werken. Eulenspiegel Verlag, Berlin 1985. Inhaltsverzeichnis

## Hörspiele
- 1948: Während der Stromsperre – Regie: Hanns Farenburg, Ursendung: 11. Februar 1948, Berliner Rundfunk
- 1949: Meine Töchter – Regie: Hanns Farenburg, Ursendung: 20. Januar 1949, Berliner Rundfunk
- 1951: Familie Tulpe im Dampfbad, Teil einer von 1949 bis 1952 laufenden Kurzhörspielreihe über eine Friseur-Familie in 25 Folgen, Ursendung: 25. Februar 1951, Berliner Rundfunk
- 1954: Besondere Kennzeichen: Keine – Regie: Ingrid Fröhlich, Ursendung: 10. März 1954, Rundfunk der DDR
- 1954: Achtung Kopfjäger! – Regie: Joachim Witte, Ursendung: 20. Oktober 1954, Rundfunk der DDR

## Filmografie
- 1949: Die Buntkarierten nach dem Hörspiel Während der Stromsperre – Regie: Kurt Maetzig, DEFA-Spielfilm, Premiere: 8. Juli 1949[5][6]
- 1953: Das Stacheltier: Erkennungszeichen: Weiße Aster (Kurzfilm) – Regie: Richard Groschopp
- 1956: Besondere Kennzeichen: keine – Regie: Joachim Kunert, DEFA-Spielfilm
- 1957: Das Stacheltier: Freie Wahl (Kurzfilm) – Regie: Martin Hellberg
- 1959: Das Stacheltier: Die Hausversammlung (Kurzfilm) – Regie: Wolfgang E. Struck
- 1959: Ehesache Lorenz – Regie: Joachim Kunert,  DEFA-Spielfilm,
- 1960: Nora 1960 (TV) – Regie: Gisela Sieber-Franze
- 1962: Kubinke (TV) nach Georg Hermann – Regie: Josef Stauder
- 1963: Das tägliche Brot (TV) nach Clara Viebig – Regie: Robert Trösch
- 1964: Mathilde Möhring (TV) nach Theodor Fontane – Regie: Robert Trösch
- 1967: Einen Tick hat schließlich jeder (TV) – Regie: Norbert Büchner

## Auszeichnungen
- 1949: Nationalpreis für Kunst und Literatur II. Klasse für den Film Die Buntkarierten (im Kollektiv zusammen mit Friedl Behn-Grund, Kurt Maetzig und Camilla Spira)
- 1955: Clara-Zetkin-Medaille
- 1977: Vaterländischer Verdienstorden mit Ehrenspange
- Stern der Völkerfreundschaft

## Hörfunk-Dokumentation
- So kurz, dass es direkt 'ne Schande ist - Geschichten von Berta Waterstradt, Originaltonporträt von Heide Böwe und Matthias Thalheim, Rundfunk der DDR 1989, Ursendung: 11. April 1989, 54 Minuten